# Rose Hill (Manhattan)

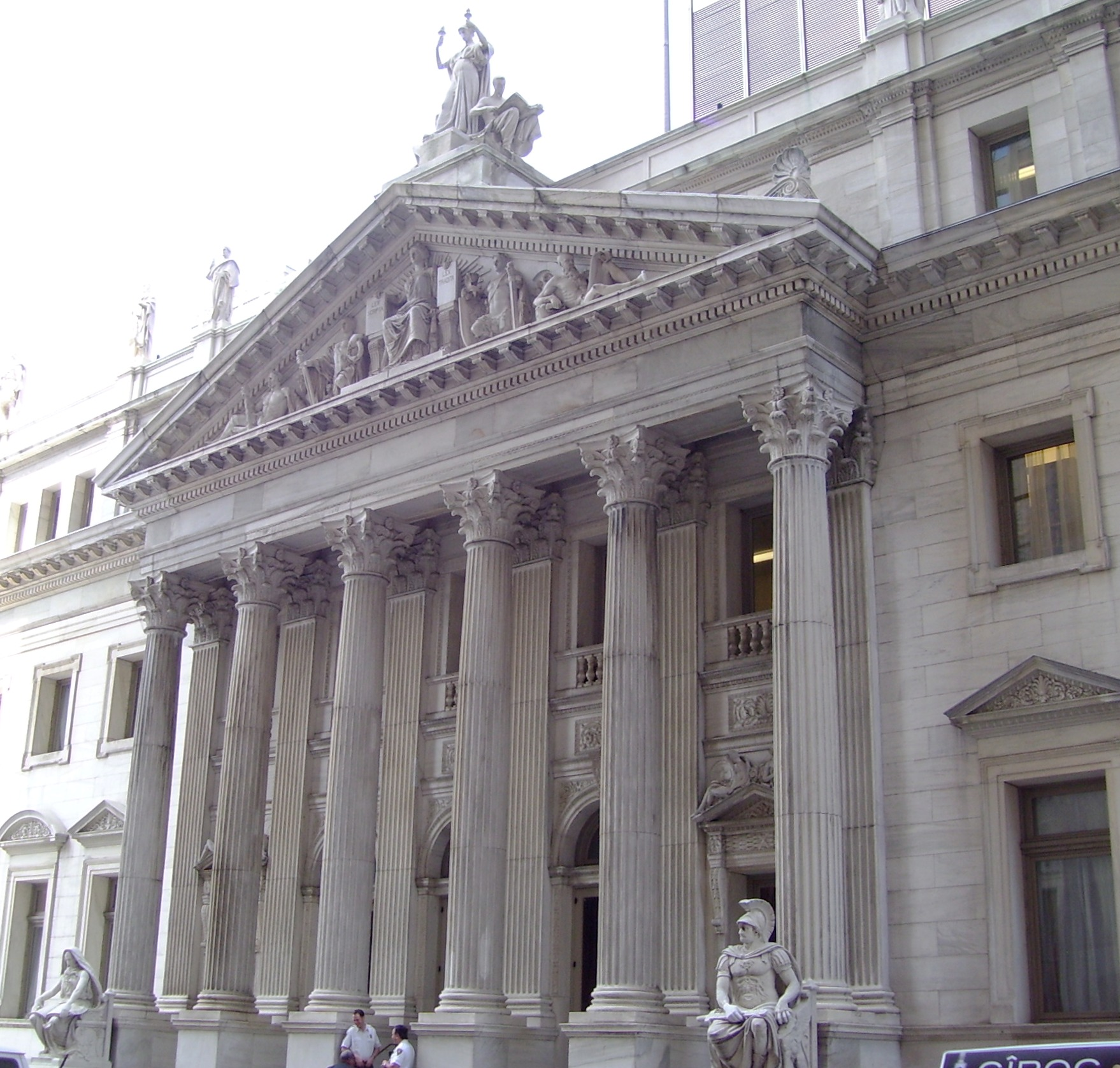
Die Berufungsabteilung des New York State Supreme Court an der East 25th Street in der Nähe der Madison Avenue in Rose Hill.

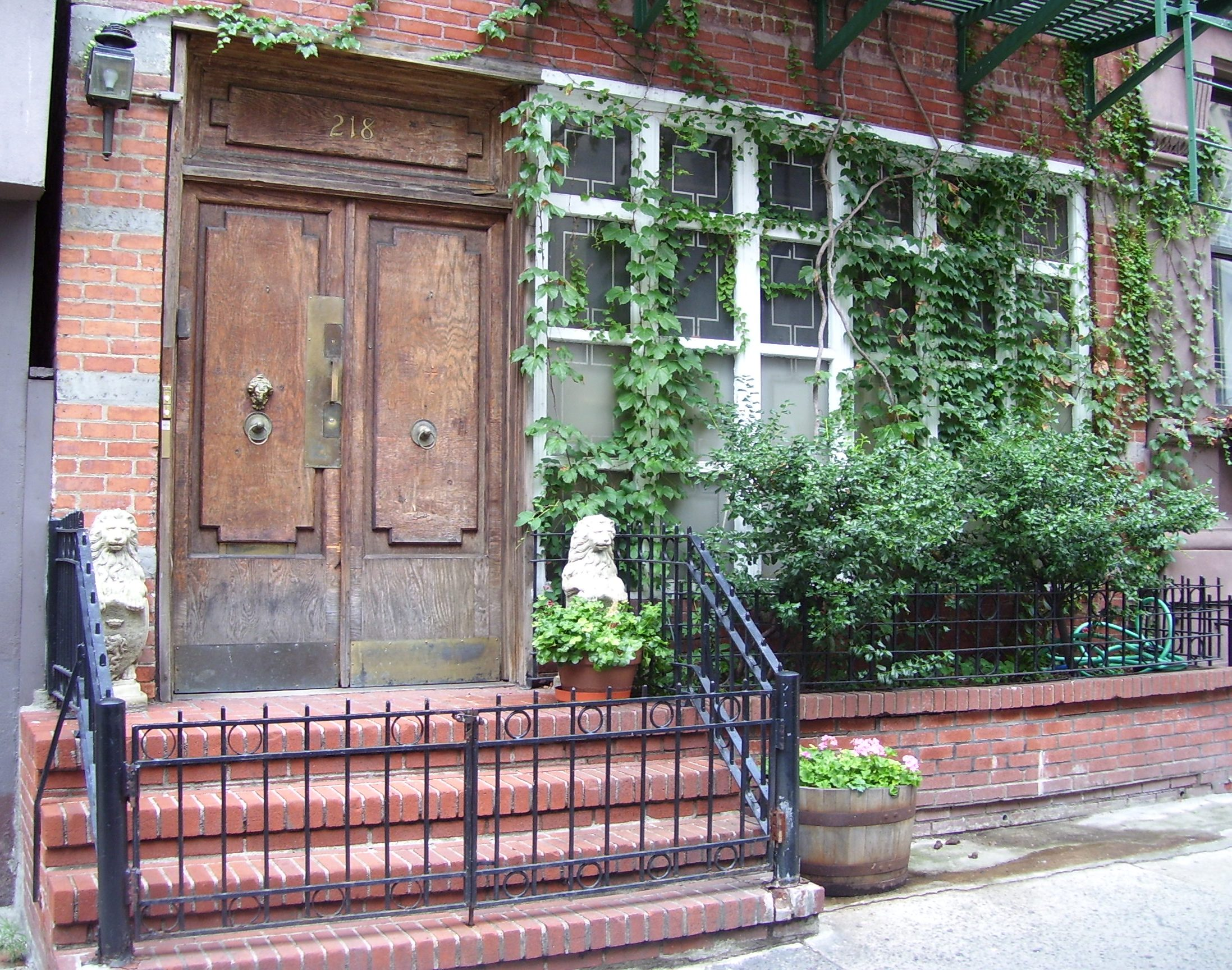
Haus 218 E 25th Street

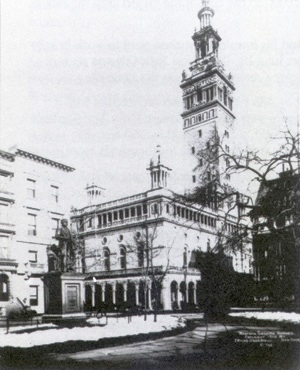
Madison Square Garden am Madison Square (1890)

Rose Hill ist die Bezeichnung für ein Viertel im New Yorker Stadtbezirk Manhattan, die in jüngster Zeit wieder mehr Verwendungen findet.

## Lage
Rose Hill erstreckt sich in nord-südlicher Richtung zwischen der 25th Street und der 30th Street und wird westlich und östlich von der Third Avenue und der Fifth Avenue bzw. Madison Avenue begrenzt. Rose Hill befindet sich damit verwaltungstechnisch sowohl im Manhattan Community Board 5 und Manhattan Community Board 6.
Folgende Viertel umgeben Rose Hill: Murray Hill im Norden, Kips Bay im Osten, dem Flatiron District und Gramercy Park im Süden und NoMad im Westen.
Hier befand sich im 18. Jahrhundert die Farm „Rose Hill“. Im Rahmen der Stadtentwicklung Manhattans wurde das Farmland nach einer Planungsvorlage aus dem Jahre 1811 in Baugrundstücke aufgeteilt, die sich an der bis heute bestehenden Straßenplanung ausrichteten. An der südwestlichen Ecke des ehemaligen Farmlandes von „Rose Hill“ wurde 1831 der Gramercy Park angelegt.
Heute befinden sich in Rose Hill das Baruch College, das New York University College of Dentistry und der Campus der School of Visual Arts.
In der südwestlichen Ecke von Rose Hill befindet sich der Madison Square zwischen der 23rd Street und der 26th Street an der Fifth Avenue und Madison Avenue. Ursprünglich befand sich hier von 1879 bis 1890 auch der Madison Square Garden an einer Ecke des Madison Square (Ecke Madison Avenue und 26th Street). Auch der zweite Madison Square Garden (1890 bis 1925) wurde auf demselben Grundstück nach Plänen von Stanford White erbaut, der später im Dachrestaurant des Madison Square Garden ermordet wurde. Danach wurde der Madison Square Garden an Westseite der 33rd Street an der Eighth Avenue verlegt.